# إيفو نيسكانين
إيفو نيسكانين (مواليد 12 يناير 1992) هو لاعب تزلج ريفي فنلندي، حصل على 3 ميداليات ذهبية في الألعاب الأولمبية الشتوية.

## وصلات خارجية
- إيفو نيسكانين على موقع الاتحاد الدولي للتزلج (التزلج الريفي) (الإنجليزية)
- إيفو نيسكانين على موقع اللجنة الأولمبية الدولية (الإنجليزية)
- إيفو نيسكانين على موقع أوليمبيديا (الإنجليزية)